# Franck Provost
Pour les articles homonymes, voir Provost.
 (juin 2023).
La mise en forme du texte ne suit pas les recommandations de Wikipédia : il faut le « wikifier ».
Les points d'amélioration suivants sont les cas les plus fréquents. Le détail des points à revoir est peut-être précisé sur la page de discussion.
- Les titres sont pré-formatés par le logiciel. Ils ne sont ni en capitales, ni en gras.
- Le texte ne doit pas être écrit en capitales (les noms de famille non plus), ni en gras, ni en italique, ni en « petit »…
- Le gras n'est utilisé que pour surligner le titre de l'article dans l'introduction, une seule fois.
- L'italique est rarement utilisé : mots en langue étrangère, titres d'œuvres, noms de bateaux, etc.
- Les citations ne sont pas en italique mais en corps de texte normal. Elles sont entourées par des guillemets français : « et ».
- Les listes à puces sont à éviter, des paragraphes rédigés étant largement préférés. Les tableaux sont à réserver à la présentation de données structurées (résultats, etc.).
- Les appels de note de bas de page (petits chiffres en exposant, introduits par l'outil «  Source ») sont à placer entre la fin de phrase et le point final[comme ça].
- Les liens internes (vers d'autres articles de Wikipédia) sont à choisir avec parcimonie. Créez des liens vers des articles approfondissant le sujet. Les termes génériques sans rapport avec le sujet sont à éviter, ainsi que les répétitions de liens vers un même terme.
- Les liens externes sont à placer uniquement dans une section « Liens externes », à la fin de l'article. Ces liens sont à choisir avec parcimonie suivant les règles définies. Si un lien sert de source à l'article, son insertion dans le texte est à faire par les notes de bas de page.
- La présentation des références doit suivre les conventions bibliographiques. Il est recommandé d'utiliser les modèles {{Ouvrage}}, {{Chapitre}}, {{Article}}, {{Lien web}} et/ou {{Bibliographie}}. Le mode d'édition visuel peut mettre en forme automatiquement les références.
- Insérer une infobox (cadre d'informations à droite) n'est pas obligatoire pour parachever la mise en page.

Pour une aide détaillée, merci de consulter Aide:Wikification.
Si vous pensez que ces points ont été résolus, vous pouvez retirer ce bandeau et améliorer la mise en forme d'un autre article.
Franck Provost [fʁɑ̃k pʁɔvo], né Yvon Provost le 12 décembre 1946 au Lude dans la Sarthe, est un coiffeur et homme d'affaires français.

## Biographie
Pupille de la Nation, il commence sa carrière en 1972 comme apprenti chez le coiffeur au Lude. Trois ans plus tard, en 1975, son brevet professionnel en poche, il emménage à Saint-Germain-en-Laye dans les Yvelines, où il ouvre son premier salon de coiffure.
Il participe à de nombreux concours de coiffure officiels sous la bannière de la société L'Oréal. Il est sacré meilleur coiffeur de France en 1976 et gagne une des épreuves (coupe-brushing) lors de sa participation au championnat du monde de la coiffure en 1977.
Il a coiffé personnellement Romy Schneider, Brigitte Bardot, Tina Turner, Sharon Stone, Alain Delon ou encore Adriana Karembeu.
Il est le coiffeur des émissions Sacrée Soirée, Star Academy et Le Grand Journal.

### Vie privée
Il est marié et a deux enfants, Fabien et Olivia, qui travaillent dans son entreprise.

## Groupe Franck Provost
En 2008, la fusion entre le Groupe Franck Provost et les activités européennes continentales du groupe américain Regis Corporation, donne naissance au Groupe Provalliance (n°1 mondial du marché de la coiffure, avec plus de 3 500 salons et boutiques répartis dans 35 pays sur les 5 continents). Franck Provot en est le président. En 2021, Franck Provost cède le contrôle de son empire à Core Equity, un fonds d’investissement qui a acheté 54 % du capital de Provalliance.

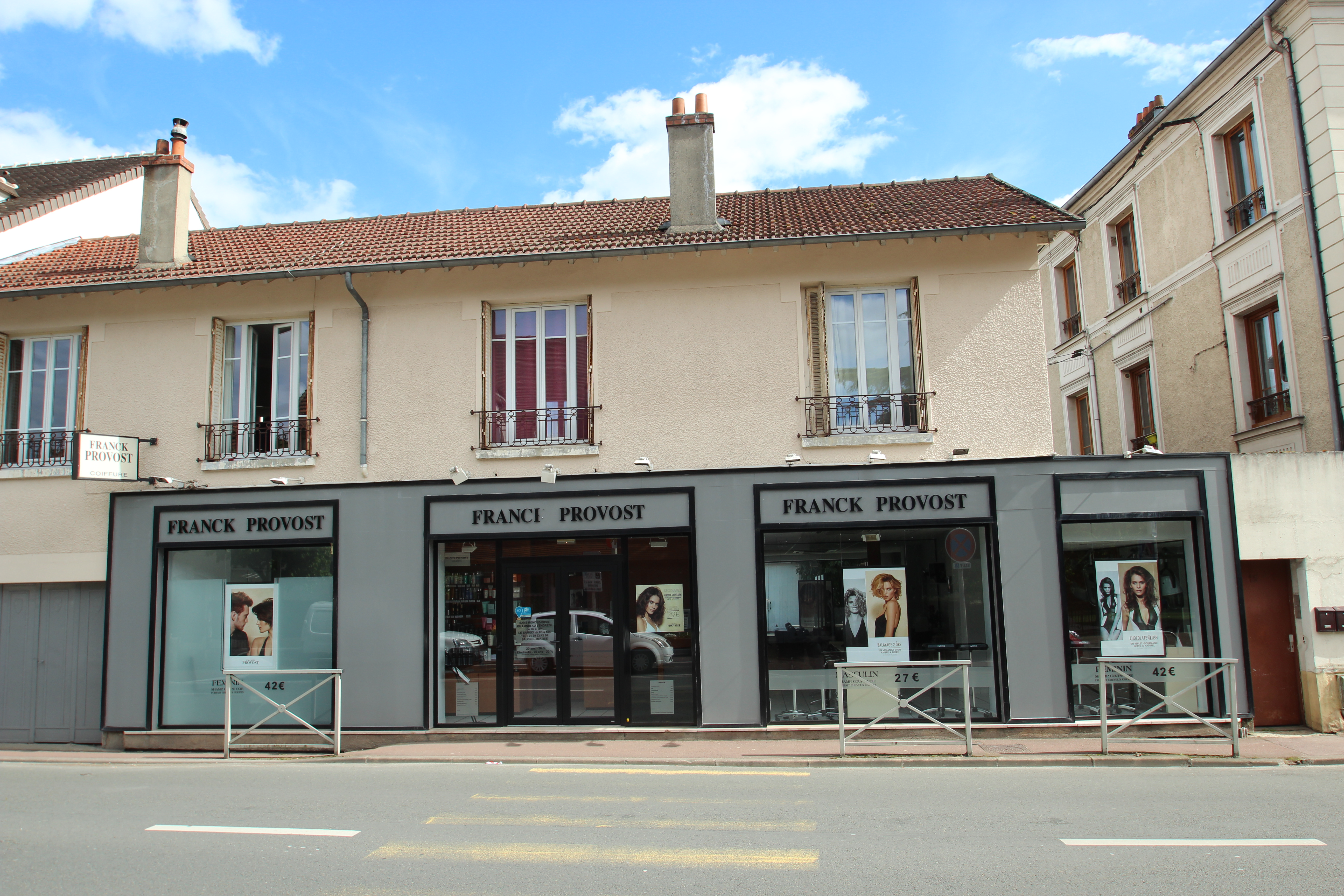
Boutique Franck Provost à Saint-Rémy-lès-Chevreuse.

### Histoire
Le premier salon Franck Provost a ouvert ses portes en 1975 à Saint-Germain-en-Laye et le deuxième en 1979 à Paris, Avenue Franklin-D.-Roosevelt dans le 8e arrondissement. En 1997, Franck Provost crée l'enseigne Fabio Salsa connue à l'époque pour ses services et produits moins chers de 20 % sur le marché. Puis en 1998, il inaugure son premier salon international, aux Philippines.
En 1999, Franck Provost ouvre l'« Académie de coiffure Franck Provost Internationale » qui a son siège au 36 de la rue Laugier dans le 17e arrondissement de Paris. Elle a pour but de former des professionnels de la coiffure qui participent deux fois par an à un stage de perfectionnement.
À partir de la fin 2008, Franck Provost possède plus de 2 400 salons répartis dans une vingtaine de pays, pour un total 5 000 collaborateurs. En 2012, il possède 2 600 salons (400 salons en direct, le reste en franchise). Le chiffre d'affaires est d'un milliard d'euros, 65 % des ventes sont réalisées en France, l'enseigne rassemblant 1 700 coiffeurs sur les 50 000 que compte le pays.

### Rachat d'entreprises
- 2000 : la Coifferie[6]
- 2002 : Jean-Claude Aubry[6]
- 2005 : Espace coiffure[6]
- 2006 : Elexia[6]
- 2007 : rapprochement avec le leader mondial de la coiffure Regis Corporation : Coiff&Co, Fabio Salsa, Intermède, Jean-Louis David, Saint Algue[6]
- 2009 : salons de Jean-Marc Maniatis[4]

### Provalliance
En 2007, Le Groupe Franck Provost s'associe avec le groupe américain Regis Corporation à raison de 70 % des parts de marché pour le français et 30 % des parts pour l'américain. Provalliance devient le premier groupe européen et le deuxième sur le plan mondial. En 2012, Regis cède ses parts au fonds d'investissement Chequers Capital.

### Salons à l'étranger
En 2007, le groupe possède 502 salons en France, plus 176 succursales, mais aussi une centaine à l'étranger, dont 20 salons en Belgique, une vingtaine au Japon, et 5 salons en République tchèque en 2009. Des salons franchisés existent aussi dans les pays suivants en Espagne, en Italie, aux Philippines, en Algérie, en Pologne, en Belgique, en Suisse, en Corée, au Maroc, en Russie (Moscou), en Australie, au Luxembourg et en Iran.

## Condamnations
Il est mis en examen pour « abus de biens sociaux » et « blanchiment en bande organisée de fraude fiscale aggravée » par le parquet de Nanterre le 21 décembre 2021. Le fondateur du groupe Provalliance est sous contrôle judiciaire « avec une caution fixée à plusieurs centaines de milliers d’euros », a précisé le parquet .